# Nysson interruptus
Nysson interruptus är en stekelart som först beskrevs av Fabricius 1798.  Nysson interruptus ingår i släktet Nysson, och familjen Crabronidae. Enligt den svenska rödlistan är arten sårbar i Sverige. Arten förekommer i Götaland, Gotland, Öland, Svealand och Nedre Norrland. Artens livsmiljö är jordbrukslandskap, stadsmiljö.